# Stazione di Cesano di Roma
La stazione di Cesano di Roma è la stazione ferroviaria a servizio della omonima zona del comune di Roma e dei comuni limitrofi. La stazione è ubicata lungo la ferrovia Roma-Capranica-Viterbo ed è servita dalla linea regionale FL3, ed ha termine la tratta a doppio binario della linea.

## Storia
La stazione, in origine denominata semplicemente "Cesano", venne attivata prima del 1916.
Successivamente (nel 2000), con il raddoppio, la stazione venne completamente ricostruita e assunse il nome attuale.

## Strutture e impianti

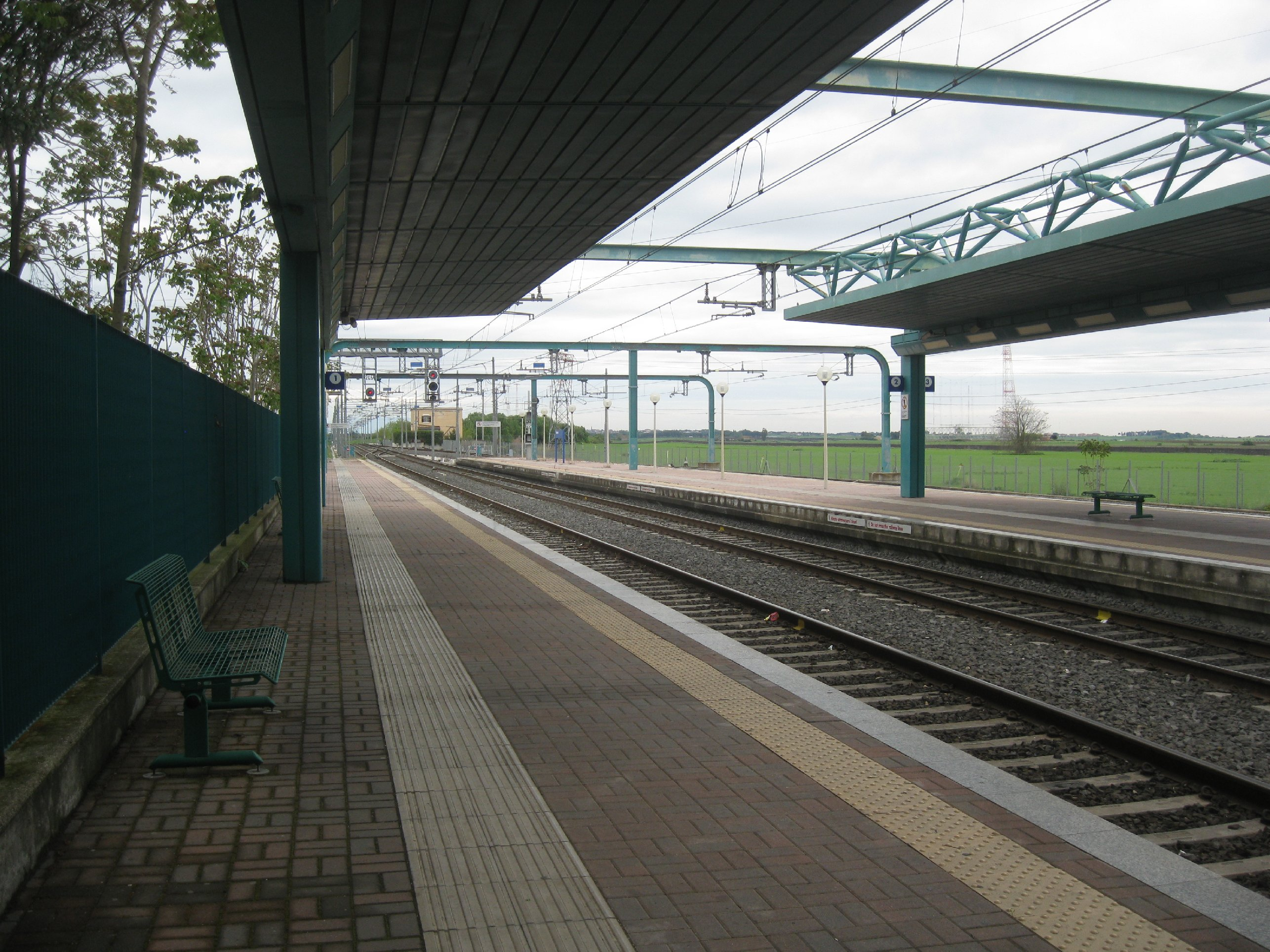

La stazione dispone di un fabbricato viaggiatori, che ospita le banchine coperte, i servizi igienici, l'edicola e la sala per la dirigenza del movimento, in quanto stazione presenziata.
È dotata di quattro binari, tre passanti elettrificati ed uno tronco non elettrificato. I primi tre binari sono utilizzati per il servizio viaggiatori, mentre il quarto binario viene utilizzato per il ricovero dei mezzi da lavoro.
La stazione è stata recentemente ristrutturata nel 2017 insieme alle stazioni di Valle Aurelia, La Storta e del policlinico Gemelli.
Fino ai primi anni '80 era presente una diramazione per il Centro Radio Vaticana di Santa Maria di Galeria, ora sostituita da una strada, e una diramazione verso la Scuola di Fanteria, i binari sono stati rimossi ma il tracciato ancora è visibile in parte a pochi passi dalla stazione.

## Movimento
Nella stazione fermano tutti i treni regionali per Roma Ostiense, Roma Tiburtina, Bracciano e Viterbo. È capolinea di due delle quattro corse l'ora provenienti da Roma e per Roma.
Dal 15 giugno 2014 alcuni treni regionali in partenza sono prolungati oltre la stazione di Roma Tiburtina, arrivando fino alla stazione di Monterotondo-Mentana, sulla linea FL1. Un treno regionale è prolungato fino alla stazione di Fara Sabina-Montelibretti, sempre sulla FL1.

## Servizi
La stazione dispone di:
- Biglietteria automatica
- Bar
- Servizi igienici

## Interscambi
- Fermata autobus ATAC e COTRAL